# Кобэм-Херви, Тильда
Тильда Кобэм-Херви (англ. Tilda Cobham-Hervey; род. сентябрь 1994, Аделаида) — австралийская актриса. Дебютировала в кино в фильме «52 вторника», получившем признание критиков. В 2018 году она снялась в фильме «Отель Мумбаи: Противостояние», а в 2019-м сыграла роль иконы феминизма Хелен Редди в байопике «Я — женщина». В 2023 году сыграла в сериале Amazon Prime «Потерянные цветы Элис Харт».

## Биография
Кобэм-Херви родилась 4 сентября 1994 года в Аделаиде в семье художника по декорациям Джеффа Кобэма и учителя танцев Роз Херви. Семья много путешествовала, иногда «жила за кулисами театров». С девяти лет Тильда тренировалась и выступала в молодежной цирковой труппе Cirkidz, в Аделаиде, на протяжении семи лет и участвовала в пяти крупных постановках. Её специализациями были хула-хуп, трапеция и акробатические подачи, но акцент делался на театральном искусстве, и основное внимание уделялось рассказам. Училась в средней школе Марриатвилля.
Кобэм-Херви выступала с группой Force Majeure в шоу The Age I’m In, которое участвовало в фестивалях в Сиднее и Аделаиде в 2008 году, гастролировало в 17 региональных городах Австралии, а также в Ирландии, Канаде и Корее.
В 2009 году Кобэм-Херви стала одним из основателей цирковой труппы из Аделаиды под названием «Gravity and Other Myths», где она стала одним из авторов шоу «Свободное падение». Труппа получила награду «Best Circus» на фестивале Adelaide Fringe в 2010 году, награду Tour Ready в 2011 году, а позже в том же году выиграла «Best Circus» на фестивале Melbourne Fringe, и получила награду фестиваля в номинации «Лучший начинающий цирковой/физический театральный исполнитель» в 2011 году.
Придя с друзьями на открытое прослушивание, Кобэм-Херви получила главную роль Билли в полнометражном фильме «52 вторника», который снимался по одному дню каждую неделю с августа 2011 по август 2012 года. После того как фильм был показан на кинофестивале «Сандэнс», Кобэм-Херви подписала контракт с Creative Artists Agency, крупным агентством по поиску талантов в США, и United Management в Австралии.
В 2012 году Кобэм-Херви сыграла роль второго плана в фильме «Одноглазая девушка». В 2013 году она создала и исполнила развлекательную программу в клубе Barrio на фестивале в Аделаиде, а в 2014 году снялась в телевизионной рекламе «Find Wonderful» для перезапуска бренда Myer, которая снималась в Новой Зеландии в течение трёх дней.
В 2016 году Кобэм-Херви впервые сыграла Рози Прайс в пьесе Эндрю Бовелла «Things I Know To be True», совместной постановки Государственной театральной компании Южной Австралии и британского театра Frantic Assembly.
Кобэм-Херви сыграла роль Китти в шестисерийном телесериале «Fucking Adelaide», премьера которого состоялась на кинофестивале в Аделаиде в октябре 2017 года и который демонстрировался на национальном телевидении ABC, а также на канале iview с 2018 года (по состоянию на апрель 2019 года все еще доступен).
Режиссёрский дебют Кобэм-Херви — короткометражный фильм, снятый по заказу ABC и Screen Australia, премьера которого состоялась одновременно на кинофестивале в Аделаиде в 2017 году и на ABC ME 11 октября 2017 года, в Международный день девочек ООН. Фильм A Field Guide to Being a 12-Year-Old Girl, снятый компанией Софи Хайд Closer Productions в Аделаиде, был награжден Хрустальным медведем за лучший короткометражный фильм молодежным жюри секции Generation KPlus 68-го Берлинского международного кинофестиваля в феврале 2018 года. Фильм доступен на ABC iview до июня 2019 года.
Она сыграла роль няни Салли в фильме «Отель Мумбаи: Противостояние», премьера которого состоялась в 2019 году.
В декабре 2017 года она сыграла роль австралийской певицы Хелен Редди в биографическом фильме австралийского режиссера Унджу Муна о певице Хелен Редди «Я — женщина». Фильм снимался в Австралии, Лос-Анджелесе и Нью-Йорке в конце 2018 года, премьера состоялась на Международном кинофестивале в Торонто в 2019 году. Ее игру высоко оценил журнал The Hollywood Reporter, назвав её «прорывной».
Кобэм-Херви и Дев Патель стали соавторами и режиссёрами короткометражного фильма «Роборовски» о хомяке, премьера которого состоялась на фестивале Flickerfest в Сиднее в январе 2020 года. Фильм получил три приза на Rencontres Internationales du Cinéma des Antipodes в Сен-Тропе, в 2021 году.
В 2021 году Кобэм-Херви разработала интерактивную театральную пьесу под названием «Два незнакомца заходят в бар», премьера которой состоялась на фестивале Adelaide Fringe, позже она была показана в MOD., «футуристическом музее открытий» в Южной Австралии.
В декабре 2021 года Кобэм-Херви вернулась в Австралию, прожив около четырех лет в Лос-Анджелесе, для съёмок мини-сериала «Потерянные цветы Элис Харт».
В сентябре 2023 года получила главную роль Эсме Николл в сценической адаптации романа Пипа Уильямса «Потерянные слова», совместно поставленной Театральной компанией штата Южная Австралия и Сиднейской театральной компанией. Премьера спектакля, написанного драматургом Верити Лафтон, состоялась в Dunstan Playhouse в Аделаиде, а затем была перенесена в Сиднейский оперный театр.

### Личная жизнь
В марте 2017 года стало известно об отношениях Кобэм-Херви и британского актёра Дэва Пателя. Они познакомились девятью месяцами ранее на съёмках фильма «Отель Мумбаи: Противостояние». В апреле 2022 года они переехали в Аделаиду. В августе 2022 года Патель попал в местные новости после того, как разнял драку на Гоугер-стрит в центре Аделаиды. 2 апреля 2024 года пара впервые сфотографировалась вместе на красной дорожке на сиднейской премьере дебютного фильма Пателя в качестве режиссёра, «Манкимэн».